# لوسي شيلتون
لوسي شيلتون (بالإنجليزية: Lucy Shelton)‏ هي مغنية أمريكية، ولدت في 22 فبراير 1954 في بومونا في الولايات المتحدة.

## وصلات خارجية
- لوسي شيلتون على موقع ميوزك برينز (الإنجليزية)
- لوسي شيلتون على موقع ديسكوغز (الإنجليزية)